# Spoorlijn Logelbach - Lapoutroie
De Spoorlijn Logelbach - Lapoutroie was een Franse spoorlijn van Colmar naar Lapoutroie. De lijn was 19,0 km lang en heeft als lijnnummer 137 000.

## Geschiedenis
Het gedeelte tussen Colmar en Kaysersberg werd door de Kaysersberger Thalbahn geopend op 20 januari 1885. Op 1 december van hetzelfde jaar werd ook het gedeelte tussen Kaysersberg en Lapoutroie geopend. 

## Aansluitingen
In de volgende plaats is er een aansluiting op de volgende spoorlijnen:
Colmar
RFN 115 000, spoorlijn tussen Strasbourg-Ville en Saint-Louis
RFN 119 000, spoorlijn tussen Logelbach en Lapoutroie
RFN 120 000, spoorlijn tussen Colmar-Central en Neuf-Brisach
RFN 129 000, spoorlijn tussen Colmar-Central en Marckolsheim
Colmar-Mésanges
RFN 119 000, spoorlijn tussen Logelbach en Lapoutroie